# Inazuma Eleven 1,2,3!! Legend of Endo Mamoru
Inazuma Eleven 1.2.3!! Mamoru Endo no Densetsu (イナズマ イレブン1・2・3!!: 円堂守伝説) est un jeu vidéo de rôle développé et édité par Level-5. Il est sorti au Japon le 27 décembre 2012 sur Nintendo 3DS.
Il s'agit d'une compilation d'Inazuma Eleven, des deux versions d'Inazuma Eleven 2 (Tempête de Feu et Tempête de Glace) et des trois versions d'Inazuma Eleven 3 (Foudre Céleste, Feu Explosif et Les Ogres Attaquent!). Les graphismes ont été améliorés et le jeu dispose d'une connectivité avec Inazuma Eleven GO 2: Chrono Stone, ainsi que Inazuma Eleven GO 3 : Galaxy. En Europe, le premier épisode a été porté sur Nintendo 3DS et n'est disponible qu'en téléchargement.